# Hieronim Schwartz
Hieronim Edmund Schwartz (ur. 20 marca 1912 w Berlinie, zm. 2 sierpnia 1978 w New Britain) – polski piłkarz występujący na pozycji napastnika, reprezentant Polski (1936).

## Kariera klubowa
Grę w piłkę nożną rozpoczął w Victorii Poznań (lub w Pocztowcu), z której wraz ze swym młodszym bratem trafił do Warty Poznań. W pierwszym roku gry w zespole przebił się do drużyny ligowej. W czerwcu 1933 roku zadebiutował w ekstraklasie na pozycji lewoskrzydłowego, w wyjazdowym meczu z Wisłą Kraków. Odtąd cyklicznie występował w drużynie „zielonych”, a także powoływany był do reprezentacji Poznania. Zimą 1939 roku, powołany do wojska, wyjechał na Śląsk Cieszyński. Zaledwie po pół roku wrócił do Poznania i do składu Warty, jednak miejsca w ligowej drużynie już nie zagrzał. Ogółem w ekstraklasie wystąpił w 90 meczach i zdobył 19 goli (1933 - 1939). Po II wojnie światowej wyjechał do Stanów Zjednoczonych. 

## Kariera reprezentacyjna
Zanotował jeden oficjalny występ w reprezentacji Polski, w rozegranym 6 września 1936 meczu towarzyskim z Łotwą, który Polska zremisowała 3:3. Schwartz strzelił bramkę w 58. minucie tego spotkania.

### Bramki w reprezentacji
| LP | Data            | Miejsce           | Przeciwnik | Bramka | Rezultat | Ranga meczu     |
| -- | --------------- | ----------------- | ---------- | ------ | -------- | --------------- |
| 1. | 6 września 1936 | Stadion JKS, Ryga | Łotwa      | 3:0    | 3:3      | Mecz towarzyski |